# هیچ راهی برای بازگشت نیست (فیلم ۱۹۹۵)
هیچ راهی برای بازگشت نیست (به انگلیسی: No Way Back) فیلمی محصول سال ۱۹۹۵ و به کارگردانی فرانک کاپلو است. در این فیلم بازیگرانی همچون راسل کرو، هلن اسلیتر، اتسوشی تویوکاوا، مایکل لانر، کیساکو شیمادا و یان زیرینگ ایفای نقش کرده‌اند.